# Läyliäinen
Läyliäinen este un sat din partea de sud a comunei Loppi din Kanta-Häme. Populația satului este mai mică de 900.